# Pad kuće Ašera
„Pad kuće Ašera” je pripovetka koju je napisao Edgar Alan Po. Prvi put je objavljena 1839. godine.

## Zaplet
Pripovetka počinje dolaskom neimenovanog pripovedača u kuću svog prijatelja, Roderika Ašera, nakon što je od njega primio pismo u kom se žali na bolest i traži pomoć. Po dolasku, pripovedač primećuje tanku pukotinu koja se pruža sa krova niz kuću sve do okolnog jezera.
Iako je Po ovo delo napisao pre nego što je moderna psihologija ustanovljena kao nauka, Roderikovo stanje se može opisati pomoću njene terminologije. Ono uključuje oblike preopterećenja čula koji su poznatiji kao hiperestezija (preosetljivost na teksture, svetlost, zvuke, mirise i ukuse), hipohondrija (preterana zabrinutost ili briga o posedovanju ozbiljnih bolesti) ili akutna anksioznost. Otkriveno je da je Roderikova sestra, Madelin, takođe bolesna i pada u kataleptične transeve koji su nalik smrti. Pripovedač je zadivljen Roderikovim slikama, i pokušava da ga razveseli čitajući mu i slušajući njegove improvizovane muzičke kompozicije za gitaru. Roderik peva pesmu "Ukleta palata", zatim govori pripovedaču da veruje da je njegova kuća živa, i da je taj osećaj stekao na osnovu uređenja zidova i vegetacije koje je okružuju.
Roderik kasnije obaveštava pripovedača da mu je sestra umrla i insistira na tome da dve nedelje ostane zakopana u porodičnoj grobnici u kući, pre nego što bude konačno sahranjena. Pripovedač pomaže Roderiku da stavi telo u grobnicu i primećuje da Madelin ima ružičaste obraze, što se ponekome dešava nakon smrti. Zakopaju je ali tokom naredne nedelje i Roderik i pripovedač postaju sve više uznemireni bez nekog posebnog razloga. Počinje oluja. Roderik dolazi do pripovedačeve spavaće sobe, koja je smeštena tačno iznad grobnice, i širom otvara prozore po oluji. Primećuje da jezerce koje okružuje kuću izgleda kao da svetluca u mraku iako nema munja, kao što je svetlucalo na slikama Roderika Ašera.
Pripovedač pokušava da smiri Roderika naglas mu čitajući "The Mad Trist", roman o vitezu po imenu Etelred koji provaljuje u kolibu pustinjaka u pokušaju da izbegne nadolazeću oluju kako bi tamo pronašao dvorac pun zlata koju čuva zmaj. Takođe nalazi i štit od sjajnog mesinga koji visi na zidu u koji je urezana legenda. Legenda kaže da će onaj koji uđe biti pobednik a ko ubije zmaja pripašće mu štit.
Jednim potezom buzdovana, Etelred probada zmaja koji umire uz prodorni vrisak. Polazi da uzme štit koji pada na pod proizvodeći zastrašujući zveket.
Dok pripovedač čita o viteževom nasilnom ulasku u kolibu, negde u kući se čuju zvuci pucanja i cepanja. Pored zmaja koji umire vrišteći, u kući se takođe čuje vrisak. Dok štit pada sa zida čuje se metalni i šuplji odjek. Roderik postaje sve više histeričan, i na kraju uzvikuje da te zvuke pravi njegova sestra koja je zapravo bila živa kada je zatvorena u grobnicu. Zatim se vrata spavaće sobe širom otvaraju i pojavljuje se Madelin. Ona pada na svog brata i zajedno se spuštaju na zemlju kao leševi. Pripovedač zatim beži iz kuće. U tom trenutku primećuje blesak mesečine iza sebe što ga natera da se okrene kako bi ugledao mesec koji sija kroz sada već raširenu pukotinu. Dok to posmatra, Kuća Ašera se cepa na dva dela i tone u jezerce.

## Istorija publikacija
Pripovetka „Pad kuće Ašera“ prevedena je na srpski jezik i objavljena u više navrata:
- 1980. Đavo perverznosti / Edgar Alan Po;[izabrao i uredio Rade Vojvodić]. Beograd : Slovo ljubve.[мртва веза]
- 1922. Priče tajanstva i mašte / Edgar Alan Po;(Svetislav Stefanović i Stanislav Vinaver) Grafičko preduzeće Prosveta A.D., [b. g.] ([Beograd : Štamparija i cinkografija Vreme]).[мртва веза]
- 1994. Pad Kuće Ašera / Edgar Alan Po ; [priredio Dušan Patić]. Novi Sad : Solaris.[мртва веза]

## Izvori inspiracije
Poova inspiracija za priču može biti osnovana na događajima iz kuće Jezikija Ašera, koja se nalazila na imanju Ašera a sada je prostor od tri bloka koji se nalazi u Bostonu. Kuća je sagrađena 1684. a srušena i premeštena 1830. Tvrdi se da je stariji suprug svoju supružnicu na istom mestu zatekao u preljubi sa mornarem i sahranio. Kada je kuća Ašera srušena 1830. u njoj su nađena dva zagrljena tela u rupi u podrumu.
Drugi izvor inspiracije može predstavljati par po imenu Gospodin i Gospođa Luk Ašer, prijatelji i kolege glumci njegove majke Elize Po. Par se starao o troje Elizine dece (uključujući i Poa) tokom njene bolesti i konačne smrti.
Nemački pisac E.T.A. Hofman, koji je Pou bio uzor i inspiracija, objavio je priču "Das Majorat" 1819. Postoji puno sličnosti između ove dve priče, kao što su pucanje kuće na dva dela, jezivi zvuci u noći, priča smeštena u priči i vlasnik kuće koji se zove Roderik. Kako je Po poznavao Hofmanova dela sigurno je da je znao priču i pametno se od nje odvojio koristeći ovaj element za svoje potrebe.

## Analiza
Smatra se da je “Pad kuće Ašera” najbolji primer Poovog “apsoluta” u kom su svaki element i detalj bitni i povezani.
Motiv ukletog zamka koji se urušava ključna je karakteristika dela "Otrantski zamak" (1764) Horacea Walpolea, koji je dosta doprineo utvrđivanju gotike kao žanra. Prisustvo velike kuće koja se raspada simbolizujući razdor ljudskog tela je element karakterističan za Poovo kasnije stvaranje.
“Pad kuće Ašera” predstavlja sposobnost Poa da doda emotivnu notu svom delu, naročito osećaj straha, propasti i krivice. Te emocije se koncentrišu u Roderiku Ašeru koji, kao mnogi Poovi likovi, pati od neimenovanog oboljenja. Kao i pripovedaču iz dela “Izdajničko srce”, ta bolest mu znatno pojačava čula. Bolest se ispoljava fizički ali je ukorenjena u Roderikovom umnom ili pak moralnom stanju. Kako je naglašeno bolestan zato što očekuje da to bude zbog bolesti koja se provlači kroz istoriju porodice i zbog toga je, u suštini, hipohondar. Takođe pokopava svoju sestru zato što očekuje da je sahrani živu i tako ostvari lično samoispunjavajuće proročanstvo.
Sama kuća Ašerovih, koja je dvožnačno predstavljena kao građevina i kao porodica, igra veoma bitnu ulogu u priči. Ona je prvi “lik” kojeg narrator predstavlja, pridavajući joj ljudski opis: njeni prozori su dva puta opisani kao “nešto nalik očima” u prvom pasusu. Pukotina koja se stvara sa jedne strane predstavlja simbol raspadanja porodice Ašera i kuća “umire” sa njima. Ova veza je istaknuta u Roderikovoj pesmi “Ukleta palata” koja upućuje na to da kući sleduje propast.
Opijum, koji Po pominje nekoliko puta u svojoj prozi i pesmama, u priči je pomenut dvaput. Mračnu atmosferu koju stvara beživotni pejzaž oko vile Ašera pripovedač poredi sa mučnim simptomima kod zavisnika koji prestaje da uzima opijum. Pripovedač takođe opisuje izgled Roderika Ašera kao nepopravljivog zavisnika od opijuma.

### Aluzije
- Početni epigraf “Le Refus” francuskog kompozitora Pjer-Žan de Beranžera (1780–1857), na srpskom: “Njegovo srce je uspavana lauta, kada je dodirneš čućeš odjek”. Beranžerov originalni tekst sadrži "Mon cœur" (moje srce) a ne "Son cœur" (njegovo/njeno srce).
- Pripovedač opisuje jednu od Ašerovih muzičkih kompozicija kao Veberov valcer. Ovo se odnosi na popularno delo za klavir iz Poovog vremena pod nazivom “Veberov poslednji valcer” koje je komponovao Karl Gotlib Raisiger (1798–1859).[10] Kopija rukopisa je pronadjena medju Veberovim papirima nakon njegove smrti 1826. godine i tako mu je delo pripisano greškom.
- Ašerova slika podseća pripovedača na Henrija Fuselija (1741–1825), britanskog slikara koji je rođen u Švajcarskoj.

## Književni značaj i kritika
Zajedno sa delima: „Izdajničko srce“, „Crni mačak“ i „Bure amontiljada“, „Pad kuće Ašera“ predstavlja jedno od Poovih najpoznatijih dela u okviru proze. Ovo veoma uznemirujuće i jezivo ostvarenje smatra se remek-delom američkog gotičkog romana. Nesumnjivo, kao i u većini svojih priča, Po dosta pozajmljuje iz već razvijene gotičke tradicije. Ipak, kako je G. R. Tomson napisao u svom uvodu u svoje delo "Great Short Works of Edgar Allan Poe": „Priča je dovoljno slavljena kao remek-delo gotičkog horora; ona je takođe remek-delo dramatične ironije i strukturalnog simbolizma“.
Neki kritičari smatraju da je Po, koji je uticao na Hermana Melvila, bio inspiracija za lika po imenu Ahab iz romana „Mobi Dik“. Džon MekAlir izražava da je ideja za „objektivisanje Ahabovog slabog karaktera“ proizašla iz Poove „sile koja budi sećanja“. U oba dela je pojava ispravnosti vidljivo oštećena - Ahab ima ožiljak na licu kao što i kuća Ašera na sebi ima procep.

## U medijima
U niskobudžetnom filmu Rodžera Kormana iz 1960. u kom Vinsent Prajs glumi Roderika Ašera, Mark Dejmon pripovedača (u filmu se zove Filip Vintrop) koji se zaljubljuje u bolešljivu damu Madelin (Mirna Fahej) tokom njenog boravka u Bostonu i veri je. Kako Roderik otkriva, porodica Ašera ima prošlost toliko ipunjenu zlom i okrutnošću da su se on i Madelin zakleli kada su bili mladi da nikada nikada neće imati dece čime bi se njihova loza okončala. Vintrop očajnički pokušava da ubedi Madelin da ode sa njim iako Roderik to ne dopušta i umalo uspeva u tome kada Madelin dobija kataleptični napad nalik smrti. Njen brat (koji zna da je još uvek živa) uspeva da ubedi Vintropa da je mrtva i užurbano je zatvara u kovčeg u porodičnoj grobnici. Kada se probudi, Madelin dobija panični napad, ludi uspeva da se oslobodi. Suočava se sa svojim bratom pokušavajući da ga zadavi. U tom trenutku malo uglja pada na pod iz kamina i nastaje ogroman požar. Vintrop uspeva da pobegne dok Madelin, Roderik i njegov kućni sluga umiru u požaru. Ovaj film je prvi u nizu od osam Kormanovih filmova inspirisanih delima Edgara Alana Poa.
„Pad kuće Ašerovih“ je takođe iskorišćen kao priča za kratak animirani film koji je deo „Extraordinary tales“ serije. Glas naratoru pozajmio je Kristofer Li.